# Bangun Raya (Barumun)
Bangun Raya is een bestuurslaag in het regentschap Padang Lawas van de provincie Noord-Sumatra, Indonesië. Bangun Raya telt 503 inwoners (volkstelling 2010).